# Tachrafat
Tachrafat (àrab: تشرافت, Taxrāfat) és una municipi rural de la província de Khouribga de la regió de Béni Mellal-Khénifra, al Marroc. Segons el cens de 2014 tenia una població total de 3.636 persones.